# Al-Ka’ida
Al-Ka’ida (arab. ‏القاعدة‎, Al-Qāʿida, wym. /ælqɑːʕɪdɐ/, tłum. „Baza” lub „Zasada”) – islamistyczna sunnicka organizacja terrorystyczna, założona w 1988 roku przez Usame ibn Ladina, Ajmana az-Zawahiriego i Abd Allaha Azzama
Początkowo Al-Ka’ida miała na celu przeciwstawiać się interwencji ZSRR w Afganistanie, następnie jej celem stało się zwalczanie wpływów Stanów Zjednoczonych i szeroko pojętego Zachodu w krajach muzułmańskich. Likwidacja Al-Ka’idy była jednym z deklarowanych celów „wojny z terroryzmem” wypowiedzianej w 2001 przez prezydenta Busha.
Organizacja współpracuje z wieloma organizacjami fundamentalistów islamskich, bądź sama jest tylko siecią luźno powiązanych organizacji lub tylko zbiorem niezwiązanych ze sobą organizacji uznawanych za Al-Ka’idę. Charakterystyczną cechą Al-Ka’idy jest jej luźna, zdecentralizowana struktura, zabezpieczająca przed zniszczeniem organizacji z chwilą rozbicia którejkolwiek jej części.
Od 2003 oddziały Al-Ka’idy uczestniczyły w walce przeciw siłom amerykańskim w Iraku. Szefem organizacji w tym kraju miał być Abu Musab az-Zarkawi, a po jego śmierci Abu Hamza al-Muhadżir.

## Cele
Początkowo wspierała ugrupowania islamskie walczące z armią radziecką podczas wojny afgańskiej. W 1991 przekształciła się w organizację terrorystyczną, mającą zasięgiem obejmować na początku XXI w. kilkadziesiąt krajów, a mimo tego być zdolną do wykonywania (nagrywanych od czasu do czasu na kasetach VHS) rozkazów swojego ukrywającego się przywódcy, wpływania na politykę międzynarodową, a nawet kształtowania tendencji teologicznych. W latach 1989–1991 jej kwatera główna miałaby się znajdować w Pakistanie, potem w Sudanie, od 1996 w Afganistanie.
Według deklaracji wojny ogłoszonej przez Osamę Bin Ladena celem Al-Ka’idy jest radykalizacja istniejących ugrupowań islamskich i utworzenie ich w miejscach, gdzie nie występują; powstrzymanie ekspansji Stanów Zjednoczonych, których polityka zagraniczna i uwarunkowania kulturowe postrzegane są jako główne przeszkody w reformowaniu muzułmańskich społeczeństw; porozumienie o nieagresji z Europą; popieranie muzułmańskich wojowników w Afganistanie, Algierii, Bośni, Kosowie, Pakistanie, Somalii, Tadżykistanie i Jemenie. Dąży do usunięcia wojsk amerykańskich z terytorium Arabii Saudyjskiej, na którym znajdują się święte miejsca islamu.
W 1998 Bin Ladin ogłosił powstanie Światowego Frontu Islamskiego na rzecz Walki z Żydami i Krzyżowcami (Al-Jabhah al-Islamiyyah al-ʿAlamiyyah li-Qital al-Yahud wal-Salibiyyin), w skład którego weszły egipskie organizacje terrorystyczne Dżamaat al-Islamija i Egipski Dżihad.

## Organizacja
Cechą charakterystyczną Al-Ka’idy jest to, że nie stanowi ona jednej armii lecz raczej zdecentralizowaną koalicję rozmaitych ugrupowań w różnych krajach, które to formacje uznają ideologiczną zwierzchność centrali. Za część Al-Ka’idy uważają się Al-Ka’ida Islamskiego Maghrebu (w Libii i Algierii) i Al-Ka’ida Półwyspu Arabskiego (w Jemenie). Także walczące przeciwko rządowi Syrii ugrupowanie Dżabhat an-Nusra przyrzekało wierność Al-Kaidzie.
Usama ibn Ladin twierdził, że organizacja posiadała trzy niezależne, niepowiązane z sobą sieci ekonomiczne, w tym przynajmniej jedną opartą na przepływach finansowych z ręki do ręki bez udziału banków. Nie wiadomo, czy to prawda, jednak po ataku na WTC wszelkie konta bankowe na całym świecie należące do osób i instytucji choćby tylko podejrzanych o współpracę z Al-Ka’idą zostały zablokowane (według filmu Fahrenheit 9.11 Michaela Moore’a rząd saudyjski nie zamroził kont 15 porywaczy samolotów z 11 września, nawet nie zezwolił na przesłuchanie ich rodzin).

### Opis Dżamala al-Fadla
Chociaż informacje o bieżącej strukturze Al-Ka’idy są nieznane, istnieje jej opis dokonany przez Dżamala al-Fadla, na którego podstawie amerykańskie władze kreślą przybliżony schemat, jak Al-Ka’ida jest zorganizowana. Chociaż informacje posiadane od al-Fadla są ciągle weryfikowane, a jego motywacja do składania zeznań jest kwestionowana, to amerykański wywiad bazuje w dużym stopniu na temat wiedzy o strukturze Al-Ka’idy na podstawie jego zeznań.
Usama ibn Ladin był emirem i szefem głównym (seniorem) kierownictwa operacyjnego Al-Ka’idy (choć oficjalnie tę rolę pełni Abu Ajjub al-Iraki), wspieranej przez Komisję Szury, która składa się z najwyżej postawionych członków Al-Ka’idy, w skład której wchodzi szacunkowo – według informacji podawanych przez Zachód, od 20 do 30 osób. Ajman al-Zawahiri był wiceprzewodniczącym operacyjnym Al-Ka’idy, a Abu Ajjub al-Masri prawdopodobnie szefem Al-Ka’idy w Iraku.
- Wydział Militarny jest odpowiedzialny za trenowanie członków Al-Ka’idy, zakup broni oraz za planowanie ataków.

- Wydział Finansowo-Biznesowy odpowiada za biznesowe działania. Dział podróży dostarcza bilety lotnicze i sfałszowane paszporty. Dział kadr wypłaca pieniądze członkom Al-Ka’idy, a dział zarządzania nadzoruje dochodowe interesy. W raporcie amerykańskiej Komisji do Zbadania Okoliczności Zamachów z 11 września, podkreślane jest, że Al-Ka’ida na powyższe działania potrzebuje rocznie średnio około 30 mln dolarów.

- Wydział Prawa stoi na straży przestrzegania prawa islamskiego i decyduje o przeprowadzaniu spektakularnych akcji mających na celu przestrzeganie prawa.

- Wydział Nauk Islamskich i Fatwy wydaje religijne edykty, jak fatwa z 1998, w którym wzywa muzułmanów do zabijania Amerykanów.

- Pod koniec lat 90. rozgłosu nabrał Wydział Medialny Al-Ka’idy, który wydawał nieistniejącą już gazetę „Naszrat al-Ahbar” i z sukcesami zajmował się public relations. Obecnie sądzi się, że działania medialne są mało znaczącą częścią organizacji.

Liczba osób należących do organizacji jest również nieznana. Według kontrowersyjnego filmu dokumentalnego BBC pt. The Power of Nightmares (Siła koszmarów) Al-Ka’ida jest luźno powiązaną organizacją, działającą często z dala od wpływów Usamy ibn Ladina (gdy żył), oraz małą kliką skrytych członków organizacji. Brak przekonujących informacji o liczbie osób należących do organizacji, mimo że w dokumencie BBC jest podkreślana dosyć spora liczba osób aresztowanych za działalność terrorystyczną, jest powodem budzącym wątpliwości, czy powszechnie rozpowszechnione informacje opisujące Al-Ka’idę oddają faktycznie rzeczywistą jej strukturę. Zasięg i natura Al-Ka’idy są kwestiami, które dostarczają tematów do dyskusji.
Od czasu zamachów bombowych na ambasady amerykańskie w Kenii i Tanzanii uznaje się znaczący rozwój organizacji, jednak podstawowa struktura Rady Konsultacyjnej i czterech komitetów pozostała nienaruszona. Liczebność Al-Ka’idy szacowana była na 3–5 tysięcy osób, z których większość walczyła w Afganistanie u boku talibów przeciwko Sojuszowi Północnemu. Ludzi tych określano mianem Brygady 055. Dysponowała ona obozami w Choście, Mahavia, Kabulu, Dżalalabadzie, Kunarze, Kandaharze oraz magazynami w Tora Bora i Liza. Usama ibn Ladin werbował do swojej organizacji przede wszystkim osoby z dużym doświadczeniem wojskowym.
O stanowienie komórek operacyjnych i wsparcia podległych Al-Ka’idzie oskarżono (po czym zlikwidowano) obywateli Włoch, Niemiec, Wielkiej Brytanii, Kanady, Stanów Zjednoczonych, Tanzanii, Kenii, Jemenu i Albanii. Niektórzy uznają ich istnienie także w prawie 50 innych krajach, w tym: w Somalii, Erytrei, Sudanie i na Filipinach. Operacyjne komórki Al-Ka’idy miały składać się z komandosów działających pod kierunkiem Mohammada Atefa, alias Abu Hafs. Mieli to być głównie ludzie gotowi do akcji samobójczych. Organizacja miała posiadać także służbę bezpieczeństwa, na czele której miał stać Mohammad Musa.

## Zamachy
Niektórzy przypisują organizacji część lub wszystkie z następujących zamachów:
- 1993 – eksplozja furgonetki pułapki w podziemnym garażu World Trade Center[5].
- 1996 – zabicie 19 amerykańskich żołnierzy w Arabii Saudyjskiej.
- 1998 – zamach na amerykańskie ambasady w Nairobi (Kenia) i Dar es Salaam (Tanzania)[5]. Po zamachach na ambasady Amerykanie dokonali ataków rakietowych na bazy Al-Ka’idy w Sudanie i Afganistanie.
- 2000 – uszkodzenie w Jemenie amerykańskiego niszczyciela USS Cole.
- 11 września 2001 – zamach na World Trade Center i Pentagon[5] oraz nieudany (samolot z zamachowcami rozbił się na polach w Pensylwanii) zamach na prawdopodobnie Biały Dom. Zginęło 2996 osób.
- 12 października 2002 – zamachy bombowe na Bali w Indonezji[5]. 202 zabitych, w tym 88 australijskich turystów[6].
- 28 listopada 2002 – zamach na hotel i próba zestrzelenia samolotu w Mombasie[5].
- 15 listopada 2003 – zamach w Stambule: dwa samochody pułapki prowadzone przez zamachowców eksplodowały przed dwiema synagogami w Stambule (Turcja). Zginęło 25 osób, a ponad 300 zostało rannych.
- 11 marca 2004 – zamachy bombowe w Madrycie, na stacji kolejowej Atocha. Zginęło 191 osób, a ponad 1900 zostało rannych; wśród ofiar było czworo Polaków.
- 7 lipca 2005 – zamachy w metrze i komunikacji miejskiej w Londynie. Zginęły 52 osoby, 700 zostało rannych, wśród ofiar 3 Polki.
- 23 lipca 2005 – zamach bombowy w Szarm el-Szejk (Egipt).
- 9 listopada 2005 – zamachy bombowe w hotelach w Ammanie (Jordania).
- 11 kwietnia 2007 – zamachy bombowe w Algierze (Algieria).
- 27 grudnia 2007 – zamach na Benazir Bhutto.
- 21 września 2008 – zamach na hotel Marriott w Pakistanie.
- 25 grudnia 2009 – nieudany zamach na samolot Airbus A330 linii Northwest Airlines, lecący z Amsterdamu do Detroit.
- 28 października 2010 – nieudany zamach. W samolocie UPS znaleziono dwie bomby, jako paczki wysłane z Jemenu do Stanów Zjednoczonych.
- 7 stycznia 2015 – zamach na redakcję Charlie Hebdo we Francji. Zginęło 12 osób, a 11 zostało rannych.

## Kwestionowanie istnienia Al-Ka’idy
Sceptycy uważają, że nie ma wiarygodnych zeznań świadczących o istnieniu Al-Ka’idy, a istnienie globalnej organizacji terrorystycznej opisywanej przez Biały Dom oraz większość amerykańskich mediów jest niemożliwe – podkreślają oni, że tajne bazy Osamy bin Ladina nie zostały nigdy zlokalizowane (podobnie jak rzekoma broń masowego rażenia Saddama Husajna). Według Adama Curtisa, autora wspomnianego już filmu BBC pt. The Power of Nightmares, globalny terroryzm, w tym głównie Al-Ka’ida, jest wytworem specjalistów od fikcji propagandowych (m.in. Hill & Knowlton, Rendon Group). Owo zmyślenie miałoby na celu uczynić opinię publiczną przychylniejszą planom neokonserwatystów pragnących umocnienia wpływów amerykańskich na Bliskim Wschodzie.
Sama nazwa Al-Ka’idy miała powstać od nazwy bazy danych wywiadowczych, która zawierała nazwiska i dane ludzi opłacanych przez Centralną Agencję Wywiadowczą podczas wojny radziecko-afgańskiej.

## Oddziały Al-Ka’idy w Sahelu
Oddziały Al-Ka’idy są poważnym zagrożeniem dla Państw Afryki Zachodniej. Grupa stacjonuje w Mali, Burkinie Faso, Nigrze, Wybrzeżu Kości Słoniowej, Beninie oraz Senegalu. W regionie Sahelu znajduje się kilkadziesiąt grup mających związek z Al-Ka’idą, są to m.in.:
- Dżama’at Nasr al-Islam wa-al-Muslimin (JNIM),
- Al-Qaeda in the Islamic Maghreb (AQIM),
- Ansaroul Islam,
- Al Muhajiroun,
- Al Hijra (dawniej: Muslim Youth Center),
- Macina Liberation Front (FLM).

Oddziały Al-Ka’idy, chcąc uzyskać przewagę w Afryce Zachodniej, od 2012 roku prowadzą ekspansję na południe kontynentu. Dzięki uzyskanej tam przewadze będą mogły rozszerzyć swoją działalność na kolejne państwa.